# ويجايانتو
ويجايانتو (بالإندونيسية: Wijayanto) هو داعية إسلامي من سوراكارتا في جاوة الوسطى. غالبًا ما يظهر في الدراسات الدينية والبرامج المتعلقة بالإسلام على التلفزيون الوطني. من خريجي الجامعة الإسلامية الدولية في إسلام آباد، تمت الإشارة إليه أيضًا كمحاضر في قسم الإدارة في جامعة غادجاه مادا، وبصفته المشرف الرئيسي على مجلس شعلة للتنمية البشرية في يوغياكارتا.

## النشأة
درس ويجايانتو من المدرسة الابتدائية إلى الثانوية في سوراكارتا. خلال سنوات المدرسة الابتدائية درس أيضًا في جمعية تفسير الدينية، بينما شارك في سنوات المدرسة الإعدادية في المدرسة الإسلامية الداخلية. خلال فترة وجوده في سوراكارتا بدأ يتعرف على موهبته في الوعظ. بعد ذلك واصل دراسته في جامعة سنن كاليجاغا الإسلامية الحكومية وتخرج باحثًا في التربية التربوية في عام 1992. وفي نفس العام أكمل أيضًا درجة البكالوريوس في الأنثروبولوجيا في جامعة جادجا مدى. ثم ذهب للدراسة في الجامعة الإسلامية الدولية في إسلام آباد تخصص في علم الاجتماع وتخرج في عام 1997.

## المسار مهني
ويجايانتو معروفة بالداعي البارز في إندونيسيا، وتتميز بأسلوب الوعظ الكوميدي والممتع. وهو مشهور بمحاضراته بروح الدعابة والكوميديا النقدية التي تعكس الواقع وهذا ما يتوقعه جمهوره. هناك منتقدون أيضًا ضد طريقته في الوعظ وإلقاء محاضرات في التلفزيون. يطلق عليه البعض اسم «الفنان الأستاذ» بسبب استخدامه لقبه كإستاد للتحدث وتبدو ساحرة.
بالإضافة إلى المحاضرات والتلفزة قام ويجايانتو أيضًا بتأليف أعمال مكتوبة. أحد إصداراته بعنوان (مضاءة: أريدك كمحب لحياتي حتى النهاية). يهدف الكتاب إلى معالجة شؤون الأسرة والقضايا الاجتماعية، والاستفادة من معرفته ودرجته في علم الاجتماع، ويهدف إلى الجمع بين علم الاجتماع والمعرفة الإسلامية كواعظ من أجل المساهمة في حل المشكلة.